# Fuochi fatui d'artificio
Fuochi fatui d'artificio è il quarto album di studio dei Virginiana Miller, gruppo musicale pop-rock italiano originario di Livorno formatosi nel 1990.

## Tracce
1. Uri Geller
2. C64
3. Per la libertà
4. Formiche
5. Dispetto
6. L'anno dello scambio culturale Italia-DDR
7. La sete delle anime
8. Re cocomero
9. Dopo la festa
10. Onda
11. Insonnia